# Elecciones presidenciales de Singapur de 2017
Las elecciones presidenciales de Singapur se llevarían a cabo el 23 de septiembre de 2017, pero el 11 de septiembre de 2017, el Departamento de Elecciones declaró que la candidata Halimah Yacob  es la única elegible para las elecciones, por lo tanto automáticamente fue declarada presidenta electa y juramentada el 13 de septiembre de 2017.

## Candidatos potenciales
El 9 de noviembre de 2016, el parlamento pasó una enmienda a la Constitución de Singapur. El paso de la enmienda significa que esta elección presidencial será reservada para miembros de la comunidad malaya, quiénes tienen que ser certificados como tal por un Comité Comunitario. Las aplicaciones para la elección presidencial abrieron el 1 de junio de 2017, y cerrará cinco días después de la convocatoria.

### Elegible
| Candidato     | Puestos ocupados                                  |
| ------------- | ------------------------------------------------- |
| Halimah Yacob | Presidente del parlamento de Singapur (2013-2017) |